# 宮崎県道33号都城北郷線
宮崎県道33号都城北郷線（みやざきけんどう33ごう みやこのじょうきたごうせん）は、宮崎県都城市から日南市に至る県道（主要地方道）である。

## 概要
都城市上東町から日南市北郷町北河内に至る。都城市から北諸県郡三股町を経由して日南市北郷町までを比較的直線的に結ぶ山岳路線である。
北諸県郡三股町と日南市との市町村境付近では鰐塚山の南を経由し、矢立峠をトンネル等で越えている。
国道222号と並んで、実質的に都城市と日南市を連絡する主要なルートとして機能している。

### 路線データ
- 起点：宮崎県都城市上東町（都城警察署前交差点、国道222号交点）
- 終点：宮崎県日南市北郷町北河内（宮崎県道28号日南高岡線交点）

## 歴史
- 1965年（昭和40年）7月16日 - 宮崎県告示第610号[1]により路線認定される。当時の整理番号は20。
- 1993年（平成5年）5月11日 - 建設省から、県道都城北郷線が都城北郷線として主要地方道に指定される[2]。

## 路線状況

### 重複区間
- 宮崎県道12号都城東環状線（北諸県郡三股町大字樺山・東植木交差点 - 北諸県郡三股町大字樺山・三股町武道館前交差点[注釈 1]）

### 道路施設

#### 橋梁
- 花繰橋（柳河原川、都城市）
- 戸ノ橋（年見川、北諸県郡三股町）
- 三股橋（沖水川、北諸県郡三股町）
- 矢立大橋（日南市）

#### トンネル
- 新矢立トンネル：延長1,021 m、1998年（平成10年）竣工、北諸県郡三股町 - 日南市

## 地理

### 通過する自治体
- 宮崎県
  - 都城市  - 北諸県郡三股町 - 日南市

### 交差する道路
| 交差する道路                                                    | 市町村名 | 市町村名 | 交差する場所 | 交差する場所              |
| --------------------------------------------------------------- | -------- | -------- | ------------ | ------------------------- |
| 国道222号                                                       | 都城市   | 都城市   | 上東町       | 都城警察署前交差点 / 起点 |
| 鹿児島県道・宮崎県道108号財部庄内安久線                         | 北諸県郡 | 三股町   | 大字宮村     | 西植木交差点              |
| 宮崎県道12号都城東環状線 重複区間起点                           | 北諸県郡 | 三股町   | 大字樺山     | 東植木交差点              |
| 宮崎県道12号都城東環状線 重複区間終点 宮崎県道423号三股停車場線 | 北諸県郡 | 三股町   | 大字樺山     | 三股町武道館前交差点      |
| 宮崎県道47号三股高城線                                          | 北諸県郡 | 三股町   | 大字長田     | 梶山交差点                |
| 宮崎県道28号日南高岡線                                          | 日南市   | 日南市   | 北郷町北河内 | 終点                      |

### 沿線
- 都城警察署
- 都城市立都城東小学校
- 宮崎県立都城商業高等学校
- 南九州大学 都城キャンパス
- 都城東高等学校
- JR九州日豊本線 三股駅
- 三股町立三股小学校
- 三股町立三股中学校
- 三股町立梶山小学校
- 三股町立長田小学校
- 広渡ダム
- 陸上自衛隊都城駐屯地
- 都城市立西岳小学校
- 霧島公園